# Одуд
О́дуд, одуд євразійський (Upupa epops), місцеві назви: худотут, вудвуд, вудко, худко, одітут, (на Закарпатті — попікач) [джерело?] — невеликий яскраво забарвлений птах із довгим вузьким дзьобом і чубчиком, що розкривається у вигляді віяла. Широко поширений у південних і центральних областях Європи й Азії, а також майже на всій території Африки. Улюблене місця існування — відкрита місцевість з розрідженими чагарниками або деревами, така як савана, луки або пасовище. Також трапляється в антропогенних ландшафтах, у фруктових садах і виноградниках. Обережний, але не полохливий — як правило, сторониться людей і відлітає при їх наближенні. Багато часу проводить на землі, полюючи на комах.
Це єдиний сучасний представник родини одудових (Upupidae), однієї з родин ряду одудоподібних (Upupiformes). Думки орнітологів про систематичне положення цього виду вельми різноманітні. Деякі вчені розглядають підвиди звичайного одуда як окремі види, а інші, за традицією, відносять одудів до ряду сиворакшоподібних (Coraciiformes).
За даними Міжнародного союзу охорони природи, це досить численний вид. Попри те, що загальна популяція одудів за останні роки зменшилася, її динаміка, згідно з останнім зведенням МСОП, не дозволяє розглядати цей вид як вразливий. У Червоному списку МСОП одуд має статус виду з найменшим ризиком (категорія LC).

## Опис

### Зовнішній вигляд

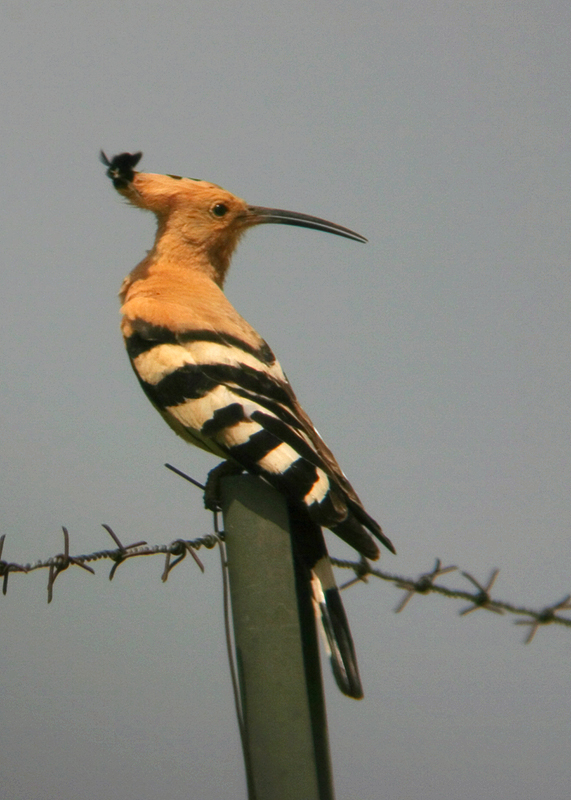
Одуда неможливо сплутати з жодним іншим птахом

Одуд — невеликий птах, 25–29 см завдовжки і з розмахом крил 44–48 см. Виділяється смугастим чорно-білим оперенням крил і хвоста, довгим тонким дзьобом і довгим чубчиком на голові, тому його легко відрізнити від інших птахів. Забарвлення голови, шиї та грудей, залежно від підвиду, варіює від рожевого до каштанового (на території Росії «глинисто-червонуватий»). Крила широкі, округлі, забарвлені контрастними чорними і білувато-жовтими смугами. Хвіст середньої довжини, чорний, з широкою білою перев'яззю посередині. Черевна частина тулуба рожево-руда, з чорнуватими поздовжніми смугами з боків. Чуб на голові оранжево-рудий, з чорними вершинами пір'я. Зазвичай чуб складений, проте при приземленні (в інший час рідко) птах розпускає його як віяло. Дзьоб завдовжки 4–5 см, злегка заломлений униз. Язик, на відміну від багатьох інших видів птахів, сильно редукований. Ноги свинцево-сірі, достатньо сильні, з короткими плеснами і тупими кігтями. Самці й самиці зовні один від одного не відрізняються. Молоді птахи в цілому забарвлені в менш насичені тони, мають коротший дзьоб і чуб.

### Поведінка

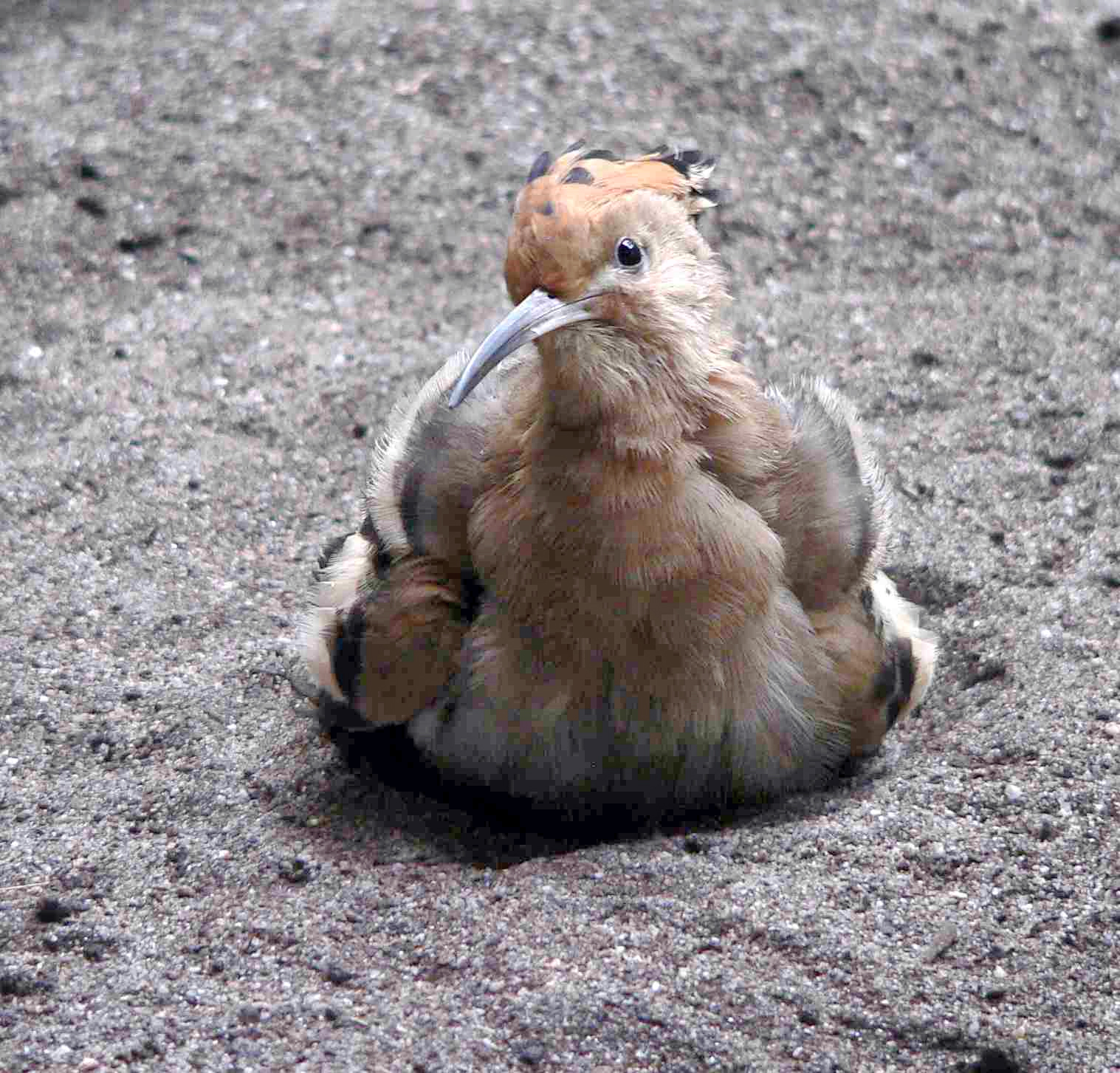
Одуд, що приймає піскову ванну.

Землею одуд пересувається швидко і моторно, подібно до звичайного шпака. У разі раптової тривоги, коли немає можливості врятуватися втечею, може зачаїтися, притиснувшись до землі, розпластавши крила і хвіст і підвівши вгору дзьоб. Політ у одуда нешвидкий, нагадує пурхання метелика. Проте, він достатньо маневрений і хижим птахам рідко вдається схопити одуда в повітрі.

### Вокалізація
Вокалізація одуда така ж особлива, як і його зовнішній вигляд. Голос — глухий, злегка горловий три або п'ятискладовий крик «ум-ум-ум» або «уд-уд-уд» (звідки птах і отримав свою назву), що повторюється кілька разів поспіль. Інтервал між серіями звуків рідко перевищує 5 сек. Родова наукова назва птаха, Upupa, є звуконаслідуванням цієї пісні (явище, що в лінгвістиці називається ономатопією). Крім того, у разі здивування або переляку одуд видає пронизливий крик «чі-ір», що нагадує крик кільчастої горлиці. Іноді під час шлюбних ігор або доглядаючи потомство видає глухий розкотистий звук.

## Розповсюдження

### Ареал

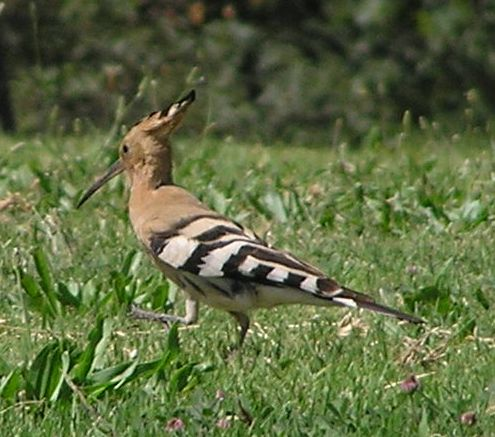
Типовий біом — поєднання відкритого простору без високої трави і групи дерев.

Одуд — птах Старого Світу. У Євразії поширений на всьому протязі із заходу на схід, в середній і південній її частині. З територій західної та північної Європи практично не гніздиться лише на Британських островах (відомі випадкові зальоти на південь Англії), країнах Бенілюксу, Скандинавії, а також у високогірних районах Альп, Апеннін і Піренеїв. У Німеччині й Балтійських країнах поширений спорадично. У Східній Європі гніздиться на південь від Фінської затоки до Каспійського моря. У Західному Сибіру піднімається до 56° з. ш., досягаючи Томська й Ачинська. У Східному Сибіру межа ареалу огинає озеро Байкал, з півночі проходить через Південно-Муйський хребет у Забайкаллі й опускається до 54-ї паралелі в басейні річки Амур. У континентальній Азії на південь від Росії мешкає майже повсюдно, уникаючи тільки пустель і ділянок суцільного лісу. Зустрічається на Японських островах, Тайвані та Шрі-Ланці. На південному сході досягає південної частини Малайського півострову. Відомі випадкові зальоти на Суматру й острів Калімантан. У Африці основний ареал розташований на південь від Сахари, а також на крайній півночі уздовж узбережжя Середземного моря. На Мадагаскарі мешкає в західній, посушливішій частині. У горах зазвичай зустрічається до 2000 м над рівнем моря, хоча в окремих випадках піднімається до 3100 м.

### Місця існування

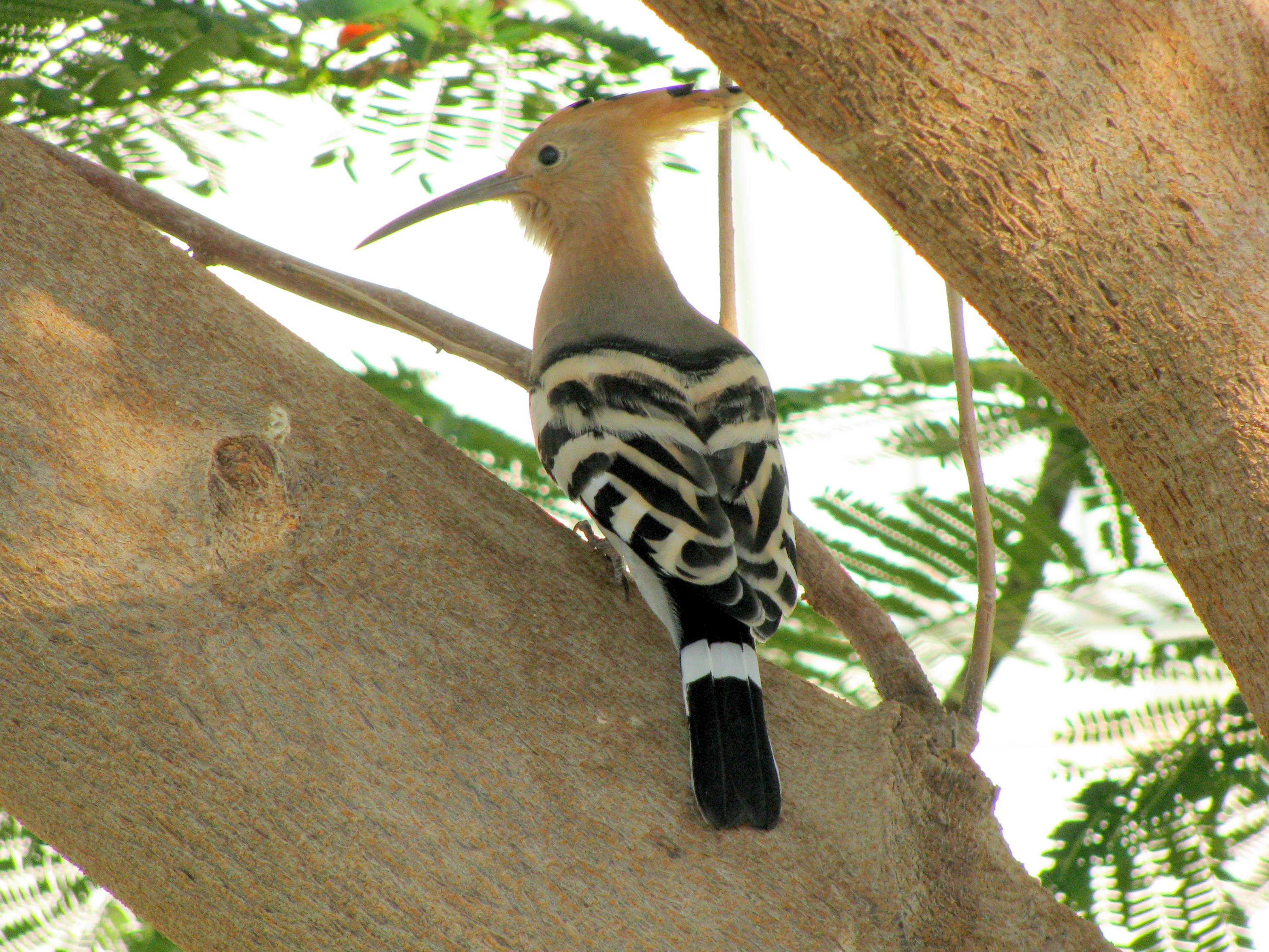
Одуд у Шарм-еш-Шейх

Зазвичай селиться на рівнині або в горбистій місцевості, де перевагу віддає відкритим ландшафтам без високої трави у поєднанні з окремими деревами або невеликими гаями. Найбільшої чисельності досягає в теплих і посушливих районах — степовій і лісостеповій зоні, савані. Тримається степових ярів, лугів, біля окрайка або на узліссі, у річкових долинах, у передгір'ях, у прибережних чагарникових дюнах. Часто зустрічається на антропогенних ландшафтах — пасовищах, у виноградниках або фруктових насадженнях. Іноді селиться в межах населених пунктів, де годується на сміттєвих звалищах. Низинних, сирих ділянок уникає. Для гнізд використовує дуплисті дерева, міжгір'я в каменях, нори в обривах річок, термітники, поглиблення кам'яних будов. Активний в світлий час доби, для нічлігу використовує дупла дерев, скелясті тріщини або інші відповідні притулки.

### Міграція
Залежно від широти, це осілий, кочівний або перелітний птах. Велика частина популяцій номінативного підвиду, що гніздиться в західній Палеарктиці, за виключенням Єгипту і південної частини Алжиру, у зимовий час переміщається в центральні й південні райони Африки південніше Сахари. Невелика кількість птахів зимує в Середземномор'ї й на півночі африканського континенту. Птахи Центральної Азії, зокрема, Сибіру, мігрують на південь континенту. Невелика частина російських одудів зимує на сході Туркменістану і південній частині Азербайджану. Терміни міграції значно розтягнуті — весняний приліт припадає на початок лютого — травень з піком в середині березня — квітні, осінній відліт починається в середині липня і закінчується наприкінці жовтня. Проліт проходить широким фронтом, вночі або присмерком.

## Розмноження

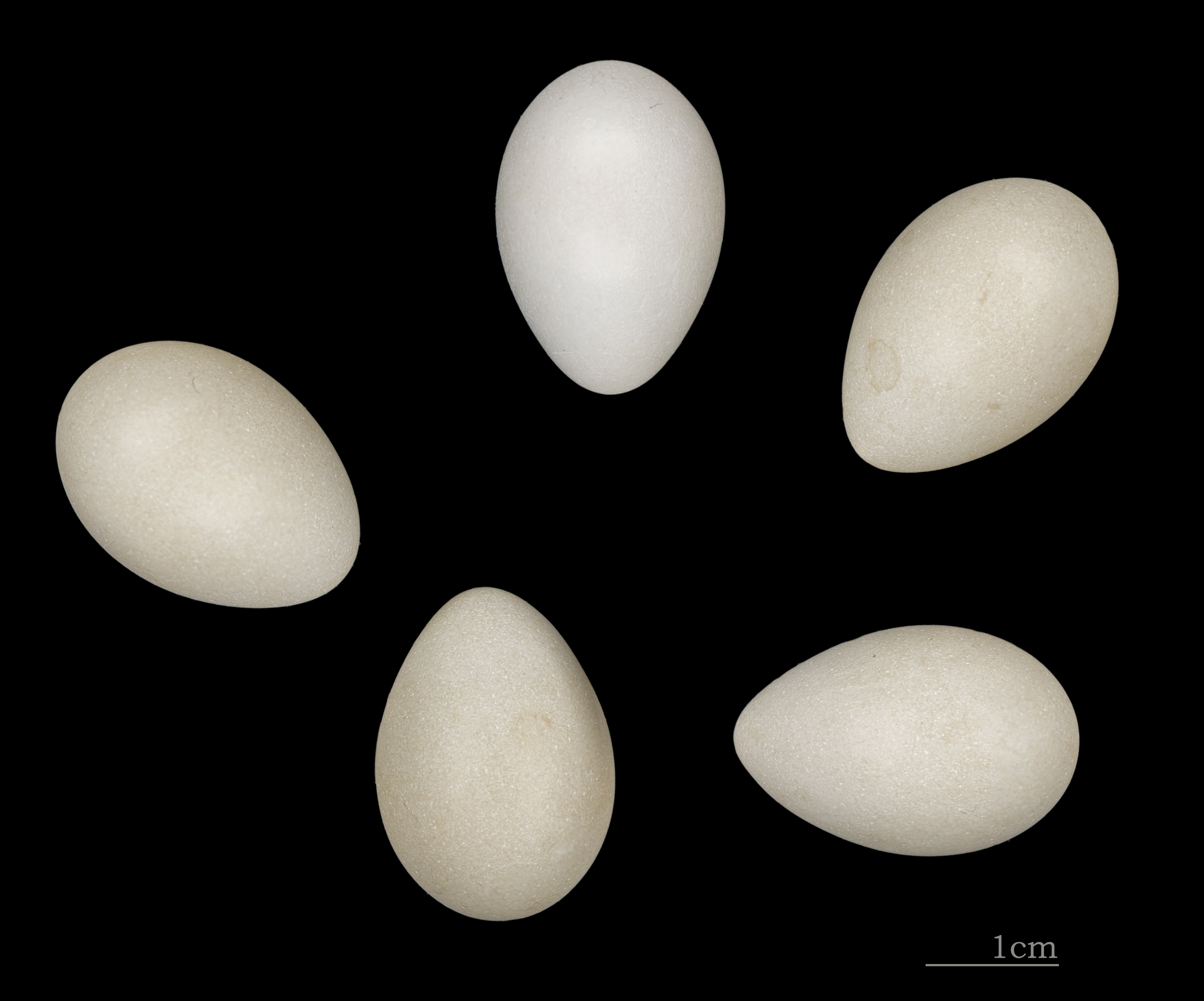
Яйця одуда

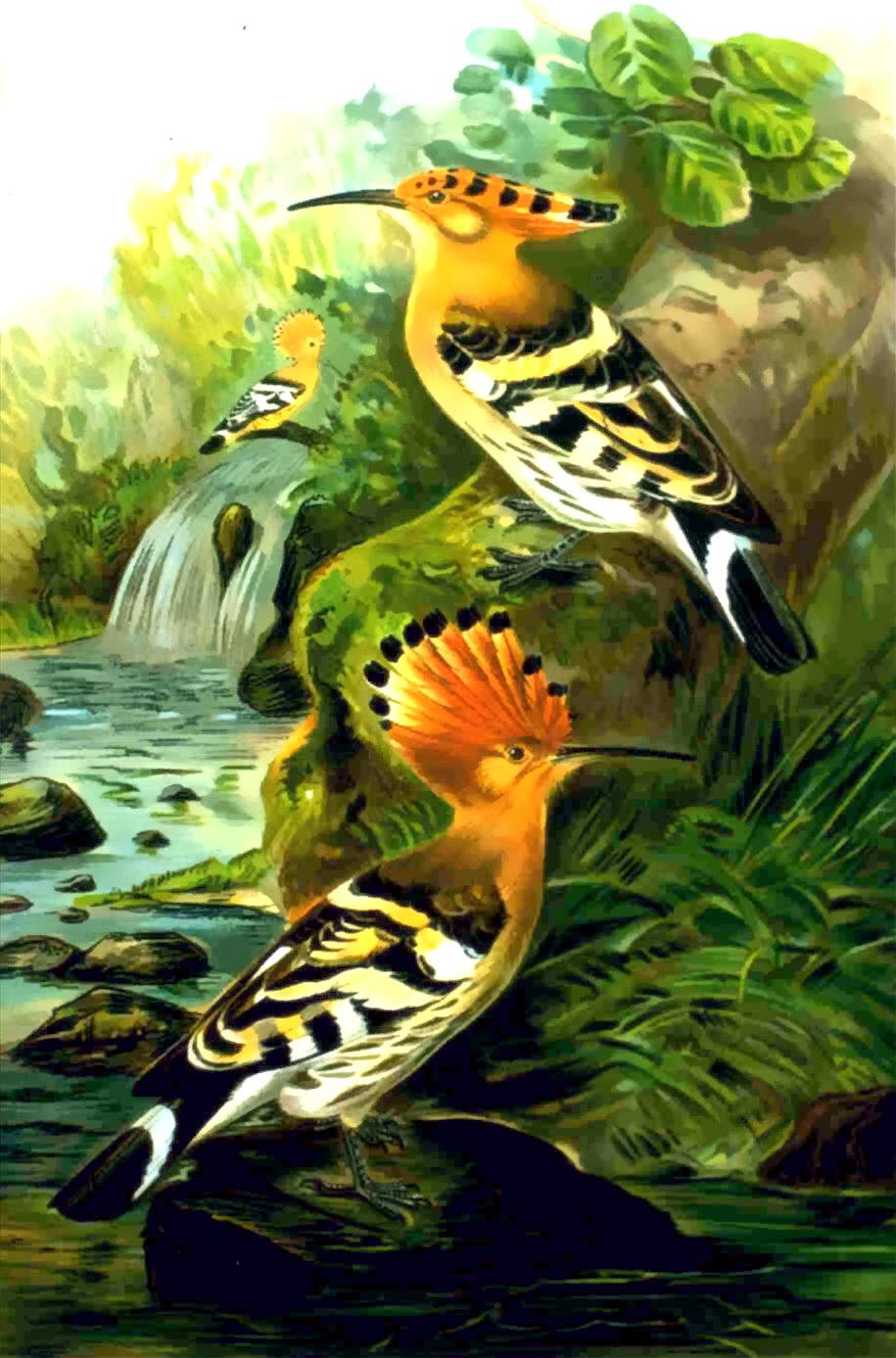
Пара одудів

Статевої зрілості одуд досягає у віці одного року. Це моногамний птах. В Європі птахи прибувають до місць гніздування досить рано — в березні-квітні, коли ще тільки з'являються перші проталини. Відразу після прильоту самці займають територію для розмноження і поводяться дуже активно — голосно кричать, видаючи глухі звуки «уп-уп-уп», що часто повторюються, тим самим підкликаючи самок. З точки зору голосових сигналів дещо окремо стоїть мадагаскарський підвид — його голос більш нагадує розкотисте муркотання. У цій період найчастіше і голосно птахи кричать вранці й увечері, рідше вдень. Під час залицяння самець і самиця поволі літають один за одним, позначаючи місце для майбутнього гнізда. Часто одна і та ж територія використовується протягом кількох років. Як правило, одуди розмножуються окремими парами, проте у разі сусідства інших одудів між самцями нерідкі бійки на межі територій, що нагадують півнячі бої. Гніздо влаштовується в затишному місці — дуплі дерева, кам'янистому міжгір'ї, поглибленні на укосі обриву, іноді в стіні кам'яної або глиняної будівлі. Якщо поблизу відповідного укриття немає, яйця можуть відкладатися прямо на землі серед висохлих останків якої-небудь тварини — наприклад, німецький вчений Петер Паллас описував гніздо одуда в грудній клітці людського скелету. Вистилання або відсутнє зовсім, або містить лише кілька травинок, пір'я і шматочки коров'ячого гною. Дупло може також містити в собі гнилу деревну труху. На відміну від переважної більшості птахів, одуди ніколи не прибирають послід з гнізда, який поступово скупчується навколо. Крім того, в період насиджування і годування пташенят у птахів виробляється масляниста рідина, що виділяється з куприкової залози і що має різкий неприємний запах. Така адаптація допомагає птахам уберегтися від дрібних наземних хижаків, проте для людини дає репутацію дуже «неохайного птаха».
Виведення потомства зазвичай відбувається один раз на рік, хоча у разі осілого способу життя відмічені повторні (до трьох) цикли. Розмір кладки в умовах помірного клімату складається з 5–9 яєць, в тропіках із 4–7 яєць. Яйця довгасті, розміром 26 × 18 мм і вагою близько 4,4 г. Забарвлення варіює в широких межах від сірувато-білого до темно-бурого кольору, може мати голубуватий або зеленуватий відтінок. У день відкладається по одному яйцю, насиджування починається з першого яйця і продовжується протягом 25–32 днів (інкубаційний період — 15–16 днів). Насиджує одна самка, тоді як самець здобуває їй корм. Пташенята, що з'явилися на світ, сліпі й укриті рідким рудуватим пухом, який через декілька днів замінюється іншим, рожевувато-білого кольору і густішим. Вигодовуванням пташенят займаються обидва батьки, по черзі приносячи їм личинки комах і черв'яків. У віці 20–27 днів (у Східній Європі — кінці червня або початку липня) пташенята покидають гніздо і починають літати, хоча ще протягом кількох тижнів залишаються поряд з батьками.

## Харчування

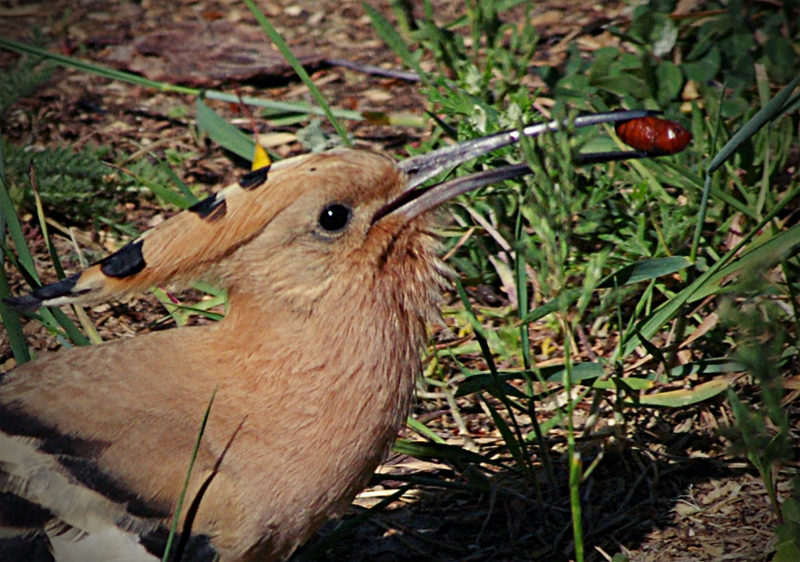
Одуд з лялечкою комахи

Основу раціону одуда складають дрібні безхребетні тварини: комахи, їх личинки і лялечки (хрущі, жуки-гнойовики, мертвоїди, коники, метелики, степові кобилки, мухи, мурахи, терміти), павуки, стоноги, багатоніжки, дрібні молюски тощо. Рідше ловить дрібних жаб, ящірок і змій.
Шукає їжу на поверхні землі, зазвичай в невисокій траві або на оголеному ґрунті. Володіючи довгим дзьобом, часто колупається в гної, сміттєвих купах або гнилій деревині, проробляє неглибокі дірки в землі. Нерідко супроводжує худобу, що пасеться. Язик в одуда короткий, тому він іноді не в змозі проковтнути здобич із землі — для цього птах підкидає її в повітря, ловить і проковтує. Великих жуків довбає об землю, заздалегідь розбиваючи на частини.

## Систематика й еволюція

### Класифікація
Одуд — єдиний сучасний вид птахів, що належить до родини Upupidae (ще один вид, санта-геленський одуд (Upupa antaios), що мешкав на острові Святої Єлени, вимер у XVI столітті). Традиційно одудів відносили до ряду сиворакшоподібних, куди крім них включалися ще 9 родин, таких як серподзьобі одуди, яких довгий час вважали найближчими родичами одудів. Підставою близької спорідненості вважався ряд загальних анатомічних особливостей, зокрема будова грудної кістки. Проте останнім часом ряд учених виділяє родину одудових (Upupidae), а також родину лісових одудів (Phoeniculidae) і серподзьобих одудів (Rhinopomastidae), до окремого ряду одудоподібних (Upupiformes). На підставі молекулярних досліджень (зокрема порівняльної гібридізації геномів), американськими біологами Чарльзом Сіблі і Йоном Алквістом, була висунута гіпотеза (яка лягла в основу Класифікації Сіблі-Алквіста), що предками одудових є саме серподзьобі одуди, а лісові одуди походять вже від одудових.
Найбільш стародавньою групою птахів, схожою на сучасних одудів, вважається вимерла родина Messelirrisoridae (сестринська у відношенні до Upupidae, Rhinopomastidae і Phoeniculidae), представники якого домінували в Європі в середньому Еоцені близько 49 млн. років тому.

### Підвиди
Зазвичай описують 10 підвидів одудів залежно від розміру, тонів забарвлення і форми крил. Деякі автори, як наприклад Джеймс Клеменс в довіднику «Птахи світу» (англ. Birds of the World: A Checklist), на підставі робіт Сіблі й Алквіста виділяє африканського одуда (U. e. africana) в окремий вид. Інші, наприклад Моріс і Хокінс, автори авторитетного огляду птахів Мадагаскару, засновуючись на попередніх роботах щодо поведінкових ознак цих птахів, зокрема голосу, виділяють і мадагаскарській підвид у окремий вид, нараховуючи таким чином три види одудів.
- Upupa epops epops, звичайний одуд — номінативний підвид. Поширення: Євразія від Атлантичного океану на заході до Скандинавського півострова, центральних і південних районів Росії, Близького Сходу, Ірану, Афганістану, північно-західної Індії й північно-західного Китаю на сході. Також Канарські острови, острів Мадейра і північно-західна Африка.
- Upupa epops major. Поширення: Єгипет, північний Судан і східний Чад. Найбільший підвид. Крім того, виділяється довшим дзьобом, сіруватим відтінком верхньої частини тулуба і вузькою перев'язувальною смугою на хвості.
- Upupa epops senegalensis, сенегальський одуд. Поширення: Алжир, посушливий пояс Африки від Сенегалу до Ефіопії й Сомалі. Найдрібніша форма. Крила коротші, з великою кількістю білого кольору на махових другого порядку.
- Upupa epops waibeli. Поширення: Екваторіальна Африка від Камеруну і північного Заїру на заході до Уганди і північної Кенії на сході. Схожий на U. e. senegalensis, але в цілому тони темніші.
- Upupa epops africana, африканський одуд. Поширення: Екваторіальна і Південна Африка від центрального Заїру на заході до центральної Кенії на сході, на південь до узбережжя. Оперення темно-руде, без білих смуг на зовнішній стороні крил. У самців другорядні махові з білими основами.
- Upupa epops marginata, мадагаскарський одуд. Поширення: північний, західний і південний Мадагаскар. Більший за попередній підвид. Також відрізняється від нього блідішим оперенням і дуже вузькими білими смужками на крилах.
- Upupa epops saturata. Поширення: Євразія від центральних і південних районів Росії на схід до Японських островів, південного і центрального Китаю. Розміром з номінативний підвид, відрізняється злегка більш сіруватим оперенням спини і менш вираженим відтінком рожевого на череві.
- Upupa epops ceylonensis. Поширення: Центральна Азія на південь від Пакистану і північної Індії та Шрі-Ланки. Менше розміром, в цілому рудіший. Білий колір на вершині чубка відсутній.
- Upupa epops longirostris. Поширення: індійський штат Ассам, Бангладеш, Індокитай, східний і південний Китай, Малайський півострів. Більше за номінативного підвид. В порівнянні з U. e.ceylonensis забарвлення блідіше, а білі смуги на крилах вужчі.

## Одуд у культурі народів світу

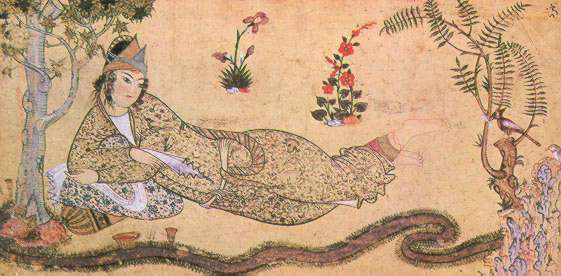
«Цариця Білкіс і одуд».
Перська мініатюра, близько 1590—1600 року

Одуд — помітний птах і спрадавна згадується в різних літературних джерелах, у тому числі й священних писаннях — Корані та Біблії. У давньогрецькій міфології, згідно з творами стародавніх класиків, фракійській цар Терей, син бога війни Ареса і бістонської німфи, був перетворений на одуда після того, як спробував убити своїх дружин. У інгушів і чеченців до ухвалення ісламу одуд («тушол-котам») вважався священним птахом і символізував богиню весни, родючості й дітонародження Тушолі. Убити одуда можна було лише з дозволу жерця для ритуальних цілей, а його гніздо у дворі вважалося хорошою прикметою.
В арабському Єгипті одуда вважали символом подяки та любові й зображували поруч з дітьми, що піклуються про своїх батьків. У ісламі (Коран 27:20–28) і деяких єврейських джерелах (як-от «Таргум Шені» до «Книги Естери» і «Мідраш Мішлей», мідраш до Книги Притч) одуд асоціювався з повелителем птахів і звірів царем Соломоном. Згідно з легендою, одного разу правитель не виявив одуда серед своїх птахів, а коли той нарешті знайшовся, то розповів про чудове місто Кіторе і його правительку, найпрекраснішу царицю Савську (Білкіс у мусульман), що поклонялася сонцю. Цар відправив одуда до Савської землі з посланням до цариці. У відповідь на лист жінка відправила йому багаті дари, а потім зробила візит до царя до Єрусалима.
У п'ятій книзі П'ятикнижжя Тори і Старого Заповіту «Второзаконня», імовірно складеною в 7 столітті до н. е., одуд згадується серед птахів, заборонених до вживання в їжу :
| Всякого птаха чистого їжте; але цих не повинні ви їсти: орла, грифа і морського орла, і шуліки, і сокола, і кречета з породою їх, і всякого ворона з породою його, і страуса, і сови, і мартина, і яструба з породою його, і пугача, і чайку, і лебедя, і пелікана, і сипа, і риболова, і чаплі, і зуя з породою його, і одуда, і нетопиря. Оригінальний текст (івр.) 11 כָּל־צִפֹּ֥ור טְהֹרָ֖ה תֹּאכֵֽלוּ׃ 12 וְזֶ֕ה אֲשֶׁ֥ר לֹֽא־תֹאכְל֖וּ מֵהֶ֑ם הַנֶּ֥שֶׁר וְהַפֶּ֖רֶס וְהָֽעָזְנִיָּֽה׃ 13 וְהָרָאָה֙ וְאֶת־הָ֣אַיָּ֔ה וְהַדַּיָּ֖ה לְמִינָֽהּ׃ 14 וְאֵ֥ת כָּל־עֹרֵ֖ב לְמִינֹֽו׃ 15 וְאֵת֙ בַּ֣ת הַֽיַּעֲנָ֔ה וְאֶת־הַתַּחְמָ֖ס וְאֶת־הַשָּׁ֑חַף וְאֶת־הַנֵּ֖ץ לְמִינֵֽהוּ׃ 16 אֶת־הַכֹּ֥וס וְאֶת־הַיַּנְשׁ֖וּף וְהַתִּנְשָֽׁמֶת׃ 17 וְהַקָּאָ֥ת וְאֶֽת־הָרָחָ֖מָה וְאֶת־הַשָּׁלָֽךְ׃ 18 וְהַ֣חֲסִידָ֔ה וְהָאֲנָפָ֖ה לְמִינָ֑הּ וְהַדּוּכִיפַ֖ת וְהָעֲטַלֵּֽף׃ |

У творі великого перського поета суфія Фарідуддіна Аттара «Розмова птахів» одуд символізує вождя людства, пропонуючи птахам вирушити на далекі пошуки їх таємничого Царя Сімурґа, що живе на горі Каф. Це твір, повний різних образів і сенсу, став одним із центральних в суфізмі. У середньовічних збірках зоологічних статей, бестіаріях, одуди часто зображалися птахами, що піклуються про своїх старезних батьків.

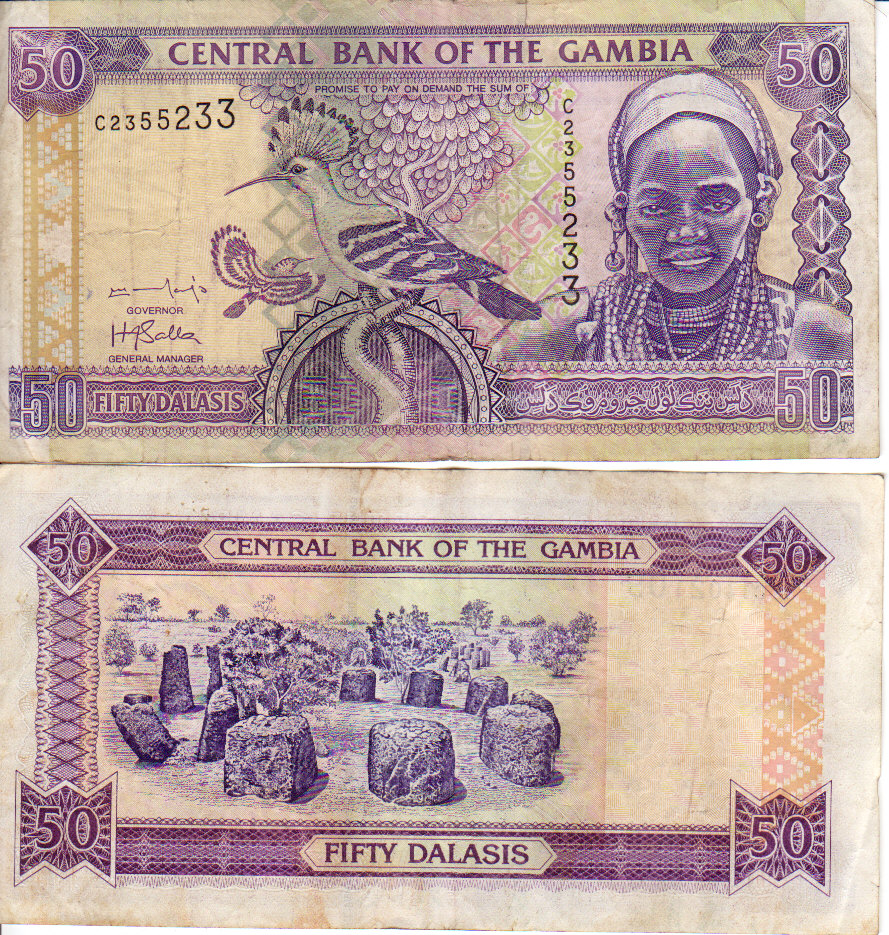
Банкнота Гамбії номіналом у 50 даласі

У російській літературі про одуда згадували Максим Горький і Велимир Хлєбников. Горький не дуже утішно відізвався про цього птаха: «Одуд же — птах абсолютно дурний, і дресируванню не піддається у жодному випадку». Хлєбников в нарисі автобіографічної повісті у віршах (1909 рік) виразився куди прихильніше:
| Мене оточували степ, квіти, ревучі верблюди, Круглоподібні кибітки, Морк овець, чиї обличчя одноманітно-худі, Вогнем крила одуди, що пістрявили простір, Пустелі неба горді пожитки. Так дні текли, за ними роки. Батько, далеких гроза сайгаків, Здобував подяка калмиків. Ручні ворони клювали З рук моїх м'ясну їжу, Їх вольнолюбиві навряд чи Отроки, приречені топорищу. Дозвілля зі мною коротавши, З дзвінким криком: «сирота я», Летів лебідь, схиляючи шию, Я жив, природа, разом з нею. |

| Герб поселення Армштедт (Німеччина) |  | Герб міста Куктішкєс (Литва) |

У Самуїла Маршака є переказ чеської народної пісеньки «Незговірливий одуд».
Один із батальйонів Армії оборони Ізраїлю має назву «Духіфат», що івритом означає «одуд». У травні 2008 року, у зв'язку з 60-ю річницею Ізраїлю, за ініціативою Міністерства екології були оголошені вибори національного птаха цієї держави. У результаті голосування, у якому могли взяти участь всі жителі країни, був вибраний одуд — більш ніж 35 % висловилися на користь цього птаха, залишивши далеко позаду кропив'янку, коловодника, короткопалого півчого дрозда і деяких інших пернатих.
Одуд також зображений на банкноті Гамбії номіналом в 50 даласі й на поштових марках багатьох країн світу.

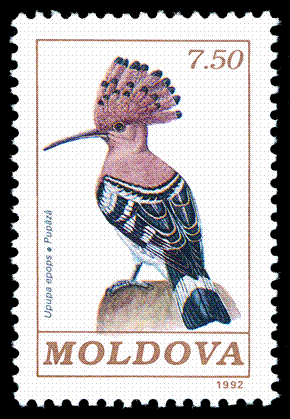
Поштова марка Молдови , 1992 рік

На честь цього виду птахів також названо астероїд 8586 Епопс.